# Ein Lotterie-Los

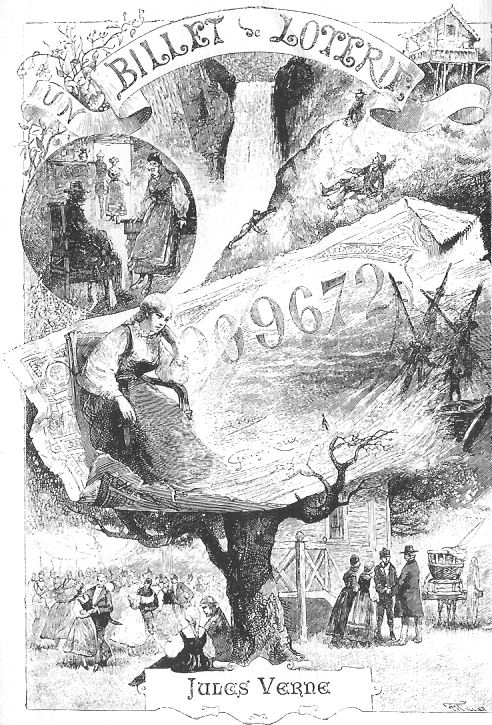
Titelseite der französischen Originalausgabe mit einer Illustration des Zeichners George Roux

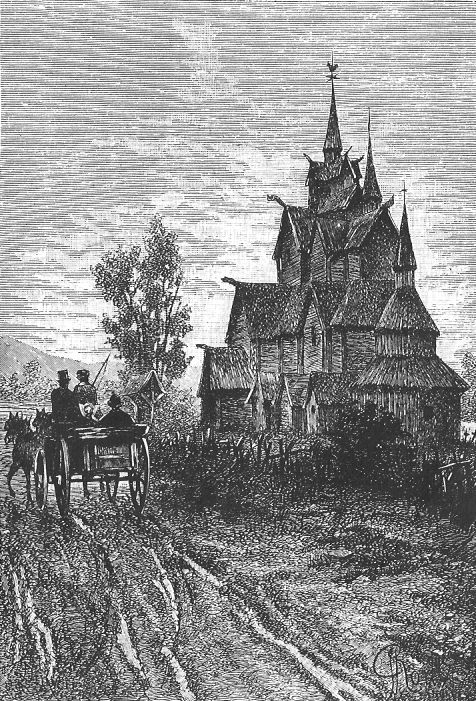
Illustration aus dem Roman, gezeichnet von George Roux

Ein Lotterie-Los (auch Ein Lotterie-Loos oder Ein Lotterielos) ist ein Roman des französischen Autors Jules Verne. Der Roman wurde erstmals 1886 von dem Verleger Pierre-Jules Hetzel unter dem französischen Titel Un billet de loterie. (Le numéro 9672) veröffentlicht. Die erste deutschsprachige Ausgabe erschien 1887 unter dem Titel Ein Lotterie-Loos. Der englische Titel des Romans lautet The Lottery Ticket. In den USA wurde der Roman unter dem Titel Ticket No. "9672" veröffentlicht.

## Handlung
Die Geschichte beginnt in Norwegen in der Provinz Telemark. Hier lebt die Witwe Frau Hansen, die mit ihren Kindern Hulda und Joël eine Gastwirtschaft in den Bergen betreibt. Die junge Hulda unterstützt die Mutter bei der Arbeit und Joël arbeitet als Berg- und Reiseführer für Touristen. Hulda ist voller Hoffnung auf die Rückkehr des Fischers Ole Kamp, der ihr Verlobter ist. Dieser befindet sich auf einer Fischereikampagne auf dem Schiff Viken vor Neufundland. Nach seiner Rückkehr wollen die beiden heiraten.
In die ländliche Idylle dringt ein unfreundlicher Gast ein. Herr Sandgoist übt zur Verwunderung der Kinder auf ihre Mutter Druck aus. Die Mutter behält ihr Geheimnis jedoch für sich.
Die Vorbereitungen für die Hochzeit von Hulda und Ole sind bereits in vollem Gange, da die Ankunft der Viken erwartet wird. Doch deren Ankunft verzögert sich Tag für Tag. Hulda ist voller Sorgen über Oles Rückkehr.
Joël nimmt Hulda mit auf eine seiner Touren, um sie abzulenken. Die Tour soll ihn zu einem Touristen führen. Unterwegs retten sie an einem großen Wasserfall unter Einsatz ihres Lebens einen Mann vor dem Sturz in den Wasserfall. Es handelt sich um den liebenswerten Professor Sylvius Hog. Dieser ist ein Jurist und Abgeordneter des norwegischen Abgeordnetenhauses Storting. Sie bringen Hog verletzt in das Gasthaus ihrer Mutter. Er ist auch der gesuchte Tourist. Er ist seinen Rettern sehr dankbar und nimmt Nachforschungen über den Verbleib von Ole auf, nachdem er erkannt hat, wie verzweifelt Hulda ist. Hog findet eine Flaschenpost, die ein Däne aus dem Meer gefischt hat. Der Inhalt ist ein Lotterielos mit der Nummer 9672, auf dessen Rückseite folgender Text steht: „3. Mai – Teuerste Hulda! Der Viken ist im versinken! Mein ganzes Vermögen besteht nur in diesem Lotterielos. Ich kann es nur Gott anvertrauen, um es dir zukommen zu lassen, und da ich nicht mehr dabei sein kann, bitte ich dich, der Ziehung beizuwohnen. Nimm es hin mit meinem letzten Lebewohl an Dich! … Vergiß mich nicht in Deinen Gebeten, meine Hulda ...! Leb’ wohl, geliebte Braut, Gott sei mit Dir! - Ole Kamp“. Hulda erkrankt, nachdem sie diese niederschmetternde Nachricht vernommen hat.
Durch die Veröffentlichung dieser mitreißenden Geschichte in den Tageszeitungen weltweit kommt es zu einer großen Menge von Angeboten. Die Öffentlichkeit ist der Meinung, dass ein Los mit diesem schicksalshaften Weg Gewinnchancen haben muss. Kaufangebote für das Lotterielos überhäufen sich. Hulda verkauft das Los jedoch nicht. Es ist für sie mehr als ein Lotterielos, es ist Oles letzte Nachricht an sie. Sandgoist fordert das Los für sich. Er ist ein Wucherer und hat Huldas Mutter durch Schuldscheine auf ihr Haus in der Hand. Um den Besitz der Familie zu retten, löst Hulda die Schuld aus und übergibt ihm das Los.
Sandgoist ist nicht mit der Chance zufrieden in der Lotterie zu gewinnen und will das Los meistbietend verkaufen. Aber die Öffentlichkeit ist so erbost über dieses Ansinnen, dass er keine Angebote für das Los bekommt.
Am Tag der Verlosung nehmen die Geschwister, dem letzten Wunsche Oles entsprechend, an der Verlosung in Begleitung von Sylvius Hog teil. Mit der Zunahme der Gewinnsummen nimmt die Spannung zu. Der höchste Gewinn fällt schließlich auf das Los mit der Nummer 9672. Sandgoist scheint der Gewinner zu sein. Überraschend tritt jedoch Ole Kamp mit dem Los in der Hand vor, um seinen Gewinn einzulösen. Daraufhin bricht Hulda zusammen. Die Suchaktion von Sylvius Hog war erfolgreich, Ole konnte sich als Schiffbrüchiger auf einen Eisberg retten. Hog wiederum konnte vor der Auslosung dem Wucherer das Los abkaufen. Jetzt können Hulda und Ole heiraten und die Schulden der Familie sind bezahlt.